# CSK VVS Samara
CSK VVS Samara (rusky ЦСК ВВС, Центральный спортивный клуб Военно-воздушных сил, tj. Ústřední sportovní klub Vojenského letectva) je hokejový klub ze Samary, který hraje Ruskou ligu ledního hokeje - skupina střed v Rusku.

## Historie
Klub vznikl v roce 1950 jako Křídla sovětů Samara-1, později se jmenoval Trud (1957 až 1962), Majak (1962 až 1992), CSK VVS Majak (1992 až 1993) a od roku 1993 má nynější název CSK VVS.

## Vítězství
- Sovětská liga ledního hokeje - 1951, 1952, 1953